# Puerto Cano
Paraje Colonia Cano ubicado a 40 km de la Ciudad de Lucio V. Mansilla y a 110 km de la Ciudad de Formosa, capital de la Provincia de Formosa.
Se puede acceder por la Ruta Provincial 12, totalmente asfaltada en 2016.
El Puerto está abierto de 7 a las 11:30 y de 13:30 a 17:30. Fuera de ese horario no se puede ingresar/egresar del país.
A la vera del Río Paraguay se encuentra un destacamento de Prefectura Naval y el Resguardo de la Aduana llamado Ignacio Hamilton Fotheringhan en honor al General Argentino de origen Inglés.
Es posible trasladarse a la Ciudad de Pilar , Paraguay mediante lanchas que salen temprano a la mañana y después del mediodía. Además se dispone de una balsa que transporta automóviles. la frecuencia es de dos viajes a la mañana y dos a la tarde menos los domingo que tiene un solo viaje.
Se deben tomar previsiones al viajar en feriados puentes y época de Vacaciones de Enero y Julio ya que la capacidad de las balsas y lanchas es largamente superada por la demanda estacional.
Diariamente arriban desde Resistencia, Chaco  un colectivo ( transporte público) a la mañana y a la tarde. También es posible llegar desde la Ciudad de  Lucio V. Mansilla en minibus.
Los principales usufructuarios del Puerto son los Pilarenses, ya que las distancias hasta Asunción, capital del Paraguay son menores circulando por territorio argentino.
Aunque la zona es casi inhóspita, la Prefectura, la Gendarmería y la Aduana mantienen un fuerte control sobre la zona para evitar el contrabando y el narcotráfico, siendo esta de alto riesgo.
Por ser una zona de fácil anegamiento, es normal que quede la zona quede totalmente bajo agua durante el periodo de inundaciones.
Documentación para ingresar o salir del país:
Es necesario contar con Documento Nacional de Identidad DNI valido en el mercosur, o pasaporte.
Si viaja en automóvil es necesario además tener los documentos del vehículo, y el Seguro automotor del mismo valido en el Mercosur ( para argentinos es el la póliza verde que dice MERCOSUR).
En la Zona no se dispone de señal de celular de empresas argentinas, pero si es posible usar el Roaming de empresas paraguayas con su mayor costo.
No es posible pernoctar en el lugar porque no existen hoteles. Tampoco existen restaurantes.
No hay servicio de recolección de residuos ,  por lo que los turistas no deben arrojarlos en la zona.
link relacionados:
https://web.archive.org/web/20170418052209/http://xn--lamaanaonline-lkb.com.ar/noticia/43076-el-asfalto-trajo-continuidad-en-el-movimiento-entre-colonia-cano-y-pilar
horario de balsas https://www.formosa.gob.ar/puertos/horarioscoloniacano
- Datos: Q30917093